# Violent by Design
Violent by Design è il secondo album del gruppo musicale hip hop statunitense Jedi Mind Tricks, pubblicato il 3 ottobre 2000 e distribuito inizialmente da Superegular. Nel 2003 la Babygrande Records, etichetta del gruppo, ripubblica l'album negli USA aggiungendo tre tracce bonus. L'anno seguente, la stessa label, distribuisce nuovamente il prodotto per i mercati di Stati Uniti e Germania, inserendo, oltre ai brani bonus, anche due DVD.
Vinnie Paz e Stoupe reclutano il rapper di Camden (New Jersey) Jus Allah che diviene, non ufficialmente, il terzo membro del gruppo. Poco dopo l'uscita del disco, Jus Allah, non accreditato per il lavoro svolto nell'album, lascia il gruppo per motivi sconosciuti. Il disco è registrato e missato nella camera da letto di Stoupe.
Tra i numerosi ospiti anche Tragedy Khadafi e Sean Price

## Ricezione
| Recensione | Giudizio |
| ---------- | -------- |
| AllMusic   | [ 1 ]    |
| RapReviews | [ 3 ]    |

L'album è accolto con giudizi favorevoli da parte della critica specializzata. Dean Carlson di AllMusic nota come siano cambiati gli argomenti rispetto all'album precedente: il gruppo passa da temi metafisici ad altri maggiormente sociopolitici. Carlson afferma che l'interludio The Prophecy «assomiglia al cugino hip hop del jazz oscuro suonato nella scena in discoteca nel [film] Fuoco cammina con me di David Lynch.» Tom Doggett recensisce positivamente l'album per RapReviews, assegnando il punteggio perfetto alla produzione di Stoupe, elogiata più volte. Doggett scrive che «Vinnie Paz e Jus Allah hanno essenzialmente inventato un nuovo stile di rapping», aggiungendo che Stoupe, influenzato dalla «leggenda» RZA, crea un nuovo metodo d'arte hip hop e la sua opera omnia in Violent by Design ne lancia la carriera. Doggett conclude che l'album «non può essere ignorato. È semplicemente troppo notevole.»

## Tracce
Musiche di Stoupe The Enemy Of Mankind, Mr. Len (traccia 16).
1. Intro – 0:42
2. Retaliation – 3:44
3. Contra (featuring Killasha) – 3:18
4. Speech Cobras (featuring Mr. Lif) – 4:22
5. Breath of God Interlude – 0:37
6. Death March (featuring Esoteric & Virtuoso) – 3:35
7. Word from Mr. Len Part One – 0:58
8. I Against I (featuring Planetary) – 3:49
9. The Five Perfect Exertions (Jedi Mind Tricks Remix) (Army of the Pharaohs featuring Jedi Mind Tricks, Bahamadia, Esoteric & Virtuoso) – 3:14
10. The Prophecy Interlude – 0:36
11. Heavenly Divine – 4:34
12. Sacrafice – 3:20
13. Permanent Midnight Interlude – 0:39
14. The Deer Hunter (featuring Chief Kamachi) – 3:41
15. Blood Reign (featuring B.A. Barakus, Diamondback & Louis Logic) – 3:37
16. Words from Mr. Len Part Two – 0:29
17. Genghis Khan (featuring Tragedy Khadafi) – 3:50
18. Trinity (featuring L-Fudge & Luois Logic) – 3:37
19. The Executioners Dream (featuring J-Treds) – 3:52
20. Muerte – 3:57

Durata totale: 56:31
Tracce bonus
Musiche di Stoupe The Enemy Of Mankind.
1. Heavenly Divine (Remix) – 3:20
2. War Ensemble (Army of the Pharaohs featuring Jedi Mind Tricks, Esoteric & Virtuoso) – 4:07

Durata totale: 7:27
Tracce bonus nell'edizione del 2004
Musiche di Stoupe The Enemy Of Mankind.
1. Untitled – 3:38
2. Retaliation (Remix) – 4:23
3. Blood Runs Cold (featuring Sean Price) – 3:55

Durata totale: 11:56